# Fullblod (TV-serie)
Fullblod, originaltitel: Bluegrass. Amerikansk miniserie från 1988. En dramaserie som utspelar sig i galoppsportens värld med uppfödning, kapplöpning och hästförsäljning. 
Serien spelades för det mesta in i Churchill Downs, Louisville i Kentucky, USA som är känd för kapplöpning och galoppsport och även för det "blåa" gräset.

## I rollerna
- Maude Breen –Cheryl Ladd
- John Paul Jones -Mickey Rooney
- Lowell Shipleigh - Wayne Rogers
- Dancy Cutler- Brian Kerwin
- Michael Fitzgerald- Anthony Andrews
- Alice- Shawnee Smith
- Merlin Honeycut- Kieran Mulroney
- Whitey Dahl- Will Cascio